# Premier de Tokio 2016
El Toray Pan Pacific Open 2016 es un torneo de tenis jugado en canchas duras al aire libre. Es la 33.ª edición del Toray Pan Pacific Open, y parte de la Serie Premier del WTA Tour 2016. Se llevará a cabo en el Coliseo Ariake de Tokio (Japón) del 19 al 25 de septiembre de 2016.

## Cabeza de serie

### Individual
| Tenista                   | Ranking | Preclasificada |
| Garbiñe Muguruza          | 3       | 1              |
| Agnieszka Radwańska       | 4       | 2              |
| Karolína Plíšková         | 6       | 3              |
| Carla Suárez Navarro      | 8       | 4              |
| Madison Keys              | 9       | 5              |
| Dominika Cibulková        | 12      | 6              |
| Petra Kvitová             | 16      | 7              |
| Anastasiya Pavliuchenkova | 17      | 8              |

- Ranking del 12 de septiembre de 2016

### Dobles
| Tenista                           | Ranking | Preclasificada |
| Chan Hao-ching Chan Yung-jan      | 14      | 1              |
| Sania Mirza Barbora Strýcová      | 19      | 2              |
| Raquel Atawo Abigail Spears       | 40      | 3              |
| Andreja Klepač Katarina Srebotnik | 56      | 4              |

## Campeonas

### Individual Femenino
Caroline Wozniacki venció a  Naomi Osaka por 7-5, 6-3  

### Dobles Femenino
Sania Mirza /  Barbora Strýcová venció a  Chen Liang /  Yang Zhaoxuan por 6-1, 6-1